# Cumpănă (unealtă)

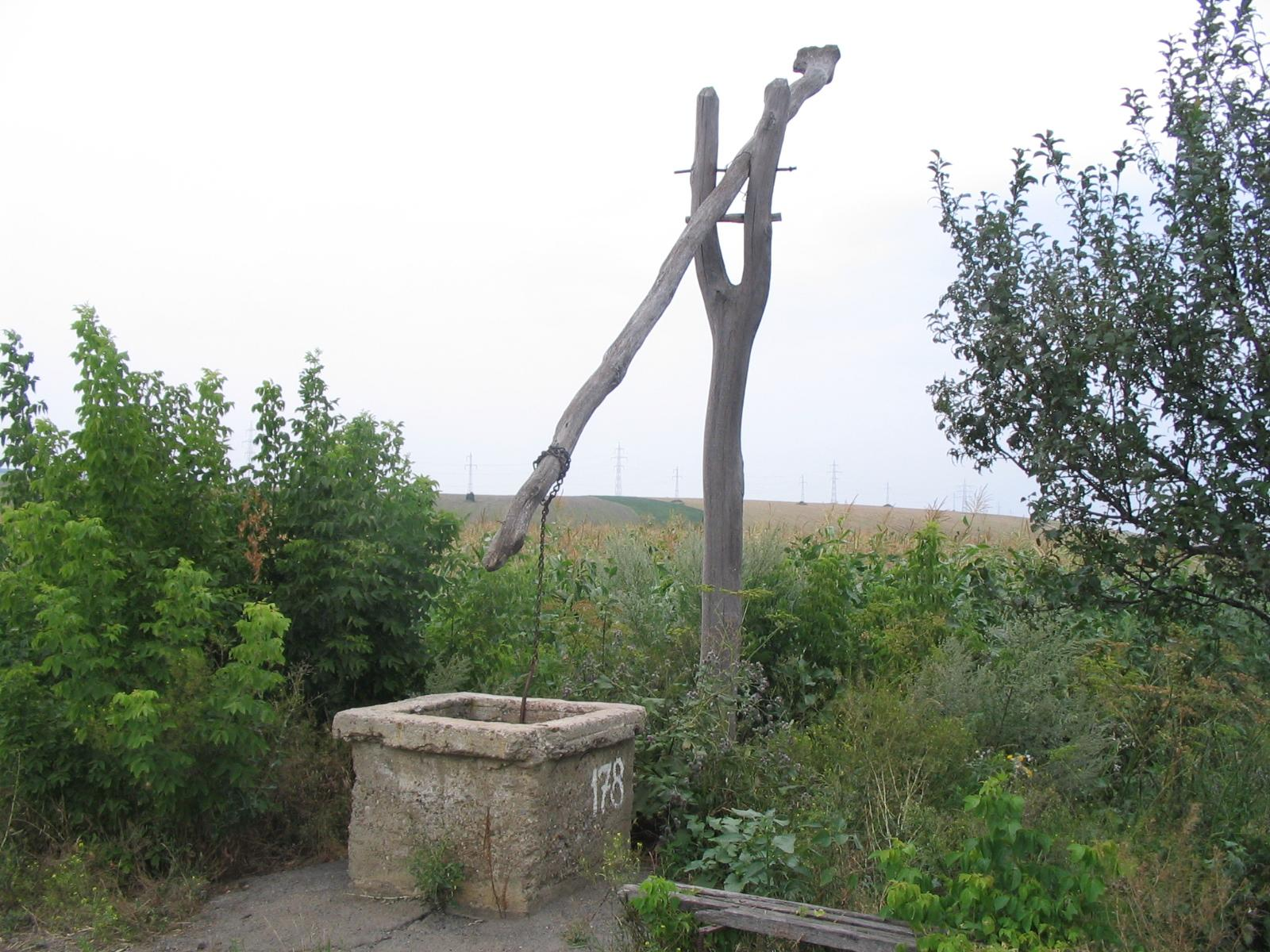
O cumpănă din România (2005).

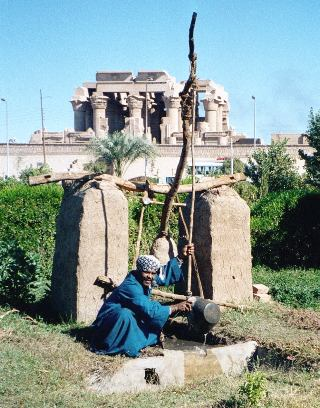
O cumpănă (shadoof) în Egipt.

O cumpănă este o unealtă folosită la scoaterea apei dintr-o fântână. Cumpăna a fost inițial inventată în Mesopotamia antică și apare pe un sigiliu Sargonid din anii 2000 î.Hr.. Cumpăna este încă folosită în multe zone din Africa și Asia, cât și în unele zone rurale din estul Europei, pentru a extrage apa.

## Construcția
Cumpăna constă dintr-un cadru vertical pe care este suspendată o prăjină sau o bârnă, la o distanță de aproximativ o cincime din lungimea sa de la un capăt. La capătul lung al acestei bârne este atârnată o găleată, un sac de piele, sau un coș din stuf impregnat cu bitum. Găleata poate fi făcută în mai multe stiluri diferite, uneori având o bază neuniformă sau o bucată de piele în partea de sus care poate fi desprinsă, aceasta permițând apei să fie distribuite imediat, în loc să fie golită manual. Capătul scurt al bârnei poartă o greutate (din lut, piatră, sau alte materiale similare), care servește drept contragreutate la pârghie. Atunci când sunt corect echilibrate, contraponderea va suporta o găleată pe jumătate plină, astfel încât este necesar puțin efort pentru a trage în jos o găleată goală până la apă, dar de asemenea același efort este necesar pentru a ridica o galeată plină.
Având o mișcare care solicită destul de puțin efort, cumpăna poate fi  utilizată pentru a aduna și a transporta apa dintr-un corp de apă (de obicei, un râu sau iaz) la altul. La sfârșitul fiecărei mișcări, apa este golită afară în ulucuri care transmit apa de-a lungul canalelor de irigații în direcția cerută.
Se estimează că o cumpănă poate ridica peste 2.500 de litri pe zi. Adâncimea maximă a apei poate fi de până la 3 metri. Când este necesară o adâncime mai mare, utilizarea unei pompe de mână sau a unei pompe electrice este de obicei o opțiune mai bună.